# La Loma, Huautla
La Loma är en ort i Mexiko.   Den ligger i kommunen Huautla och delstaten Hidalgo, i den sydöstra delen av landet, 200 km nordost om huvudstaden Mexico City. La Loma ligger 330 meter över havet och antalet invånare är 102.
Terrängen runt La Loma är kuperad. Runt La Loma är det ganska tätbefolkat, med 80 invånare per kvadratkilometer. Närmaste större samhälle är Xochiatipan de Castillo, 19,9 km söder om La Loma. Omgivningarna runt La Loma är en mosaik av jordbruksmark och naturlig växtlighet.